# La barge Carolita
Le X127 est l'une des 200 barges construites pour le débarquement à Gallipoli en 1915. Construit par Walter Pollocks & Son de Faversham dans le Kent, le X127 participa à la campagne des Dardanelles. En 1921, le navire fut transféré à Malte et converti en transport d'eau. Dans la nuit du 21 avril 1942, il fut frappé à la poupe par une torpille et coula immédiatement. Après la guerre, l'épave reçut des noms différents, Coralita, Corail, Carolita et fut même confondue avec celle d'un sous-marin anglais.

## Histoire

Débarquement de troupes françaises à Gallipoli.

En février 1915, en même temps que les petits chalands de débarquement de la classe Y, la Direction des Chantiers Navals britannique (D.N.C.) reçut des instructions pour concevoir un modèle de péniche plus grande et motorisée. Celle-ci devait permettre le transport de troupes, de chevaux et de canons de campagne et leur débarquement sur une côte escarpée. La commande était d'une extrême urgence et la conception fut achevée dans les quatre jours suivant la réception de ces spécifications.
La forme retenue fut celle d'une péniche de débarquement, telle que nous les connaissons aujourd'hui, avec un fond plat et une coque au contour angulaire, mais qui présentait un profil plus effilée et arrondie au niveau de la proue, afin de faciliter le débarquement sur les plages. La coque fut construite dans un acier non allié, et dans le but de s'adapter aux contraintes techniques des usines de fabrication, certains petits écarts par rapport aux plans initiaux furent autorisés afin de faciliter la cadence de construction des navires. Ceux-ci furent désignés sous le terme de chalands de la classe X et numérotées de X1 à X200. La barge Carolita reçut l'indicatif X127.
La machine de propulsion était placée à la poupe, côté tribord, et généralement composée de moteurs diesel à boule chaude  de marque Bolinder, mais d'autres types de machine ont été également utilisés. Certains des chalands de la classe X possédaient deux hélices, mais le plus grand nombre ne fut équipé que d'une seule hélice. Comme il était prévu que les navires soient remorqués en file indienne par trois jusqu'à  leur lieu de débarquement, leur vitesse en navigation autonome n'était pas fondamentale. La priorité a été donnée à leur rapidité de mise en service et a abouti à des variations de puissance de 40 à 90 chevaux et à des vitesses de 5 à 7 nœuds selon les modèles. 
En 2004, une équipe de plongeurs et d'experts locaux dirigée par le plongeur archéologue David Mallard parvient à faire le lien entre l'épave située à Manoel Island (qui n'avait pas réellement été identifiée) et sa participation aux opérations militaires des Dardanelles, lors de la première guerre mondiale. Il alerte alors les autorités et lance une campagne de communication pour tenter de préserver l'un de ces uniques vestiges de cette expédition et rendre hommage aux soldats Anzac, tombés par milliers sur les plages turques. Le seul autre exemplaire connu se trouve dans la Tamise et l'épave maltaise est menacée par l'extension du port de plaisance.
L'identification initiale de l'épave avait été rendue difficile par sa reconversion en barge de transport d'eau pendant l'entre-deux guerres et par l'importance du travail pour dégager la multitude des épaves qui encombraient les deux rades de La Valette, à la suite des trois années de bombardements, que connut l'archipel maltais entre 1940 et 1943. La preuve finale d'identification du vétéran de Gallipoli fut fournie par une photographie qui montrait le X127 avec le Coral, un navire de pêche de 760 tonnes, gisant au fond de la cale sèche n°3, prise peu de temps après qu'une bombe explose en endommageant de manière irrémédiable les deux navires.
L'épave, restée anonyme pendant plus de 50 ans, fut enfin réhabilitée et les autorités prirent en compte son existence dans le projet de développement du port de plaisance, qui accueille aujourd'hui des yachts de plus de 40 mètres.

## L'épave

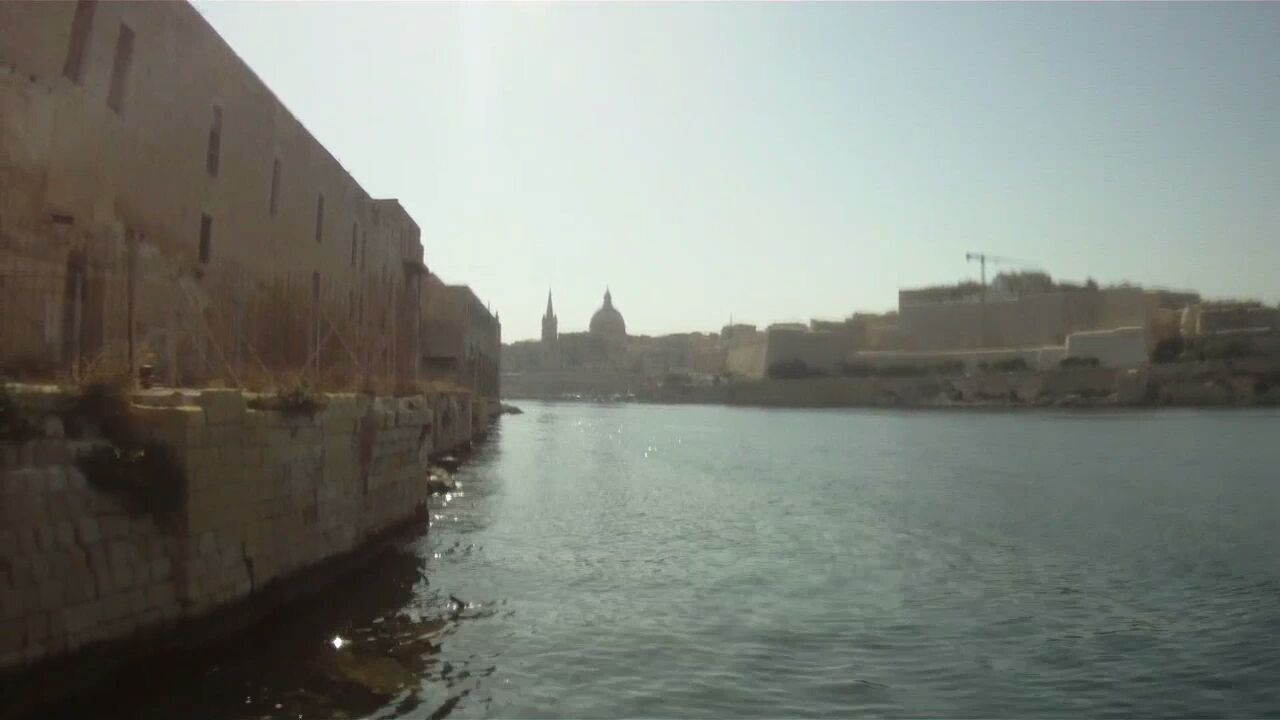
Le site de plongée avec l'ancien hôpital militaire à gauche et La Valette en arrière-plan.

L'épave est encore en très bon état, malgré son grand âge, dans la mesure où elle repose dans une zone totalement abritée des tempêtes et des courants, qui peuvent être violents sur l'archipel maltais. Un certain nombre d'experts estiment que le maintien des conditions de préservation actuelle permettraient de la conserver en l'état un siècle de plus.  
L'épave est facilement accessible pour la plongée du bord à partir du port de plaisance (à noter pour les plongeurs non encadrés par un club local que l'accès est réservé aux véhicules disposant d’une autorisation).  
Après deux minutes de palmage, on arrive sur la partie haute de l'épave qui se situe à environ six mètres de profondeur. Celle-ci repose perpendiculairement au rivage sur un angle vertical d'environ 40°, la proue tournée vers le rivage. La poupe, correspondant à la partie la plus profonde de l'épave se situe aux alentours de 22 mètres.
À cause de la proximité de La Valette et de fonds relativement vaseux, la visibilité n'est vraiment pas exceptionnelle pour Malte mais la plongée est facile et accessible à tous.  
L'intérêt principal de l'épave réside dans sa dimension historique et sa faune et flore fixées. On y trouve aussi les bancs de poissons habituels des épaves maltaises  (girelles, sars et castagnoles) mais aussi des rougets de vase et des mulets plus spécifiques des ports. La plongée peut se terminer par une visite du tombant, qui longe l'ancien hôpital militaire. Même si ce n'est vraiment pas l'une des plongées les plus intéressantes de Malte, elle présente l'intérêt de pouvoir être effectuée, quelles que soient les conditions météorologiques, si on accepte une visibilité moyenne.

## Galerie

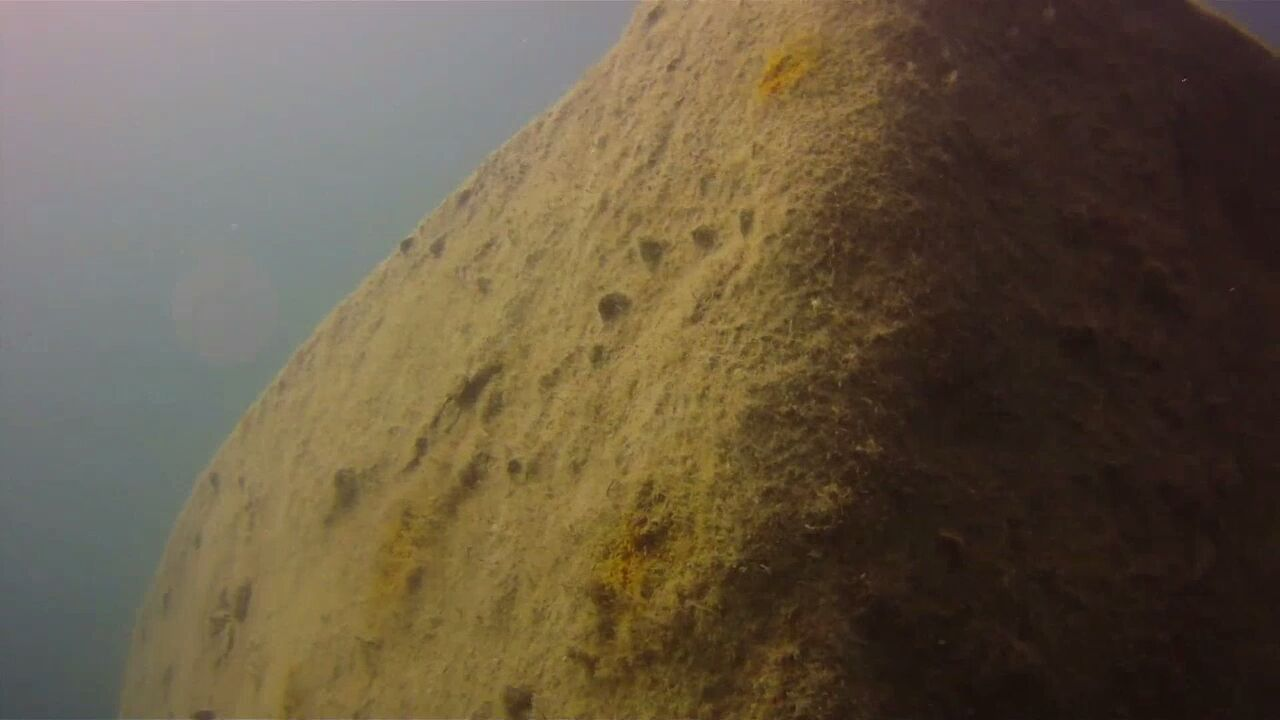
L'arrivée sur l'épave
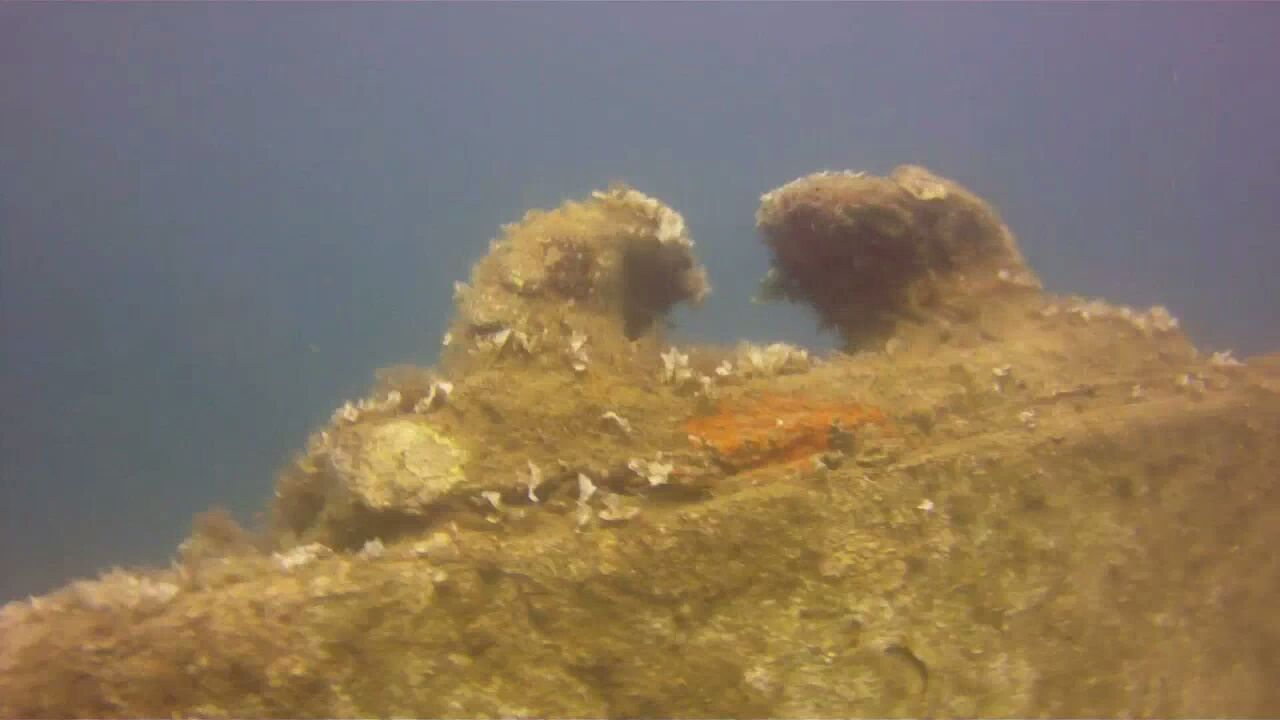
Un point d'amarrage
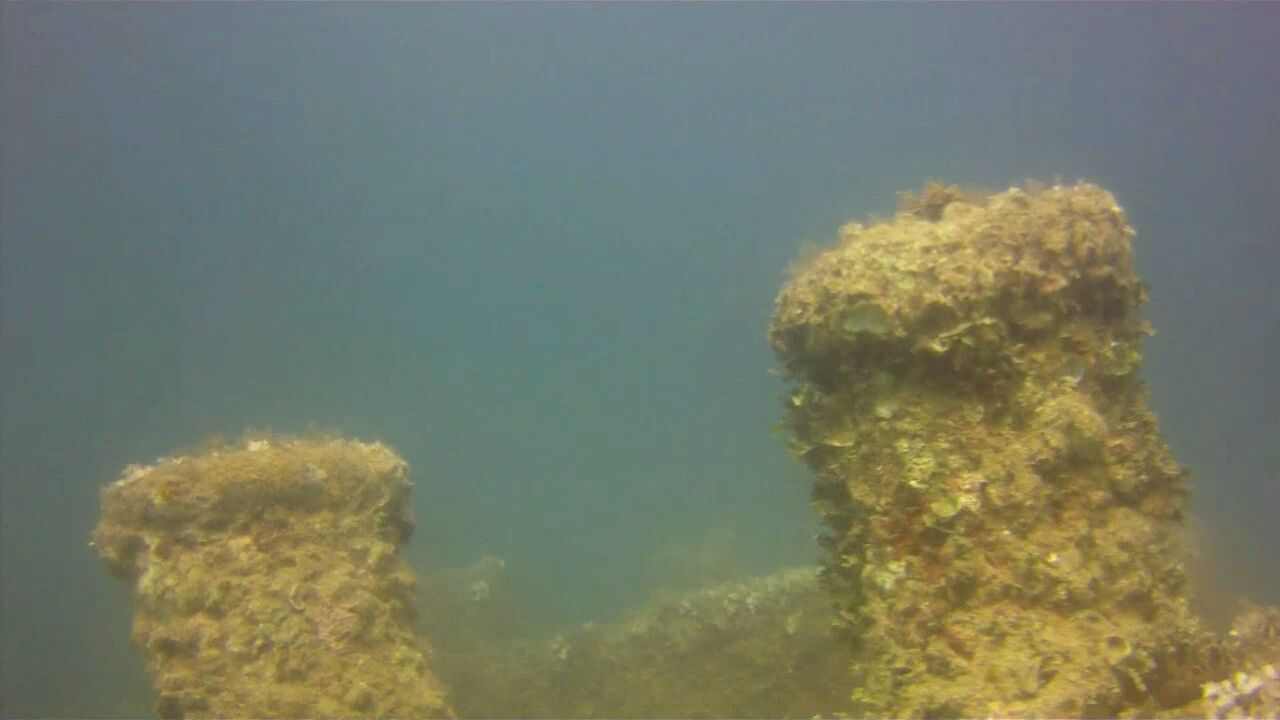
Deux cabestans
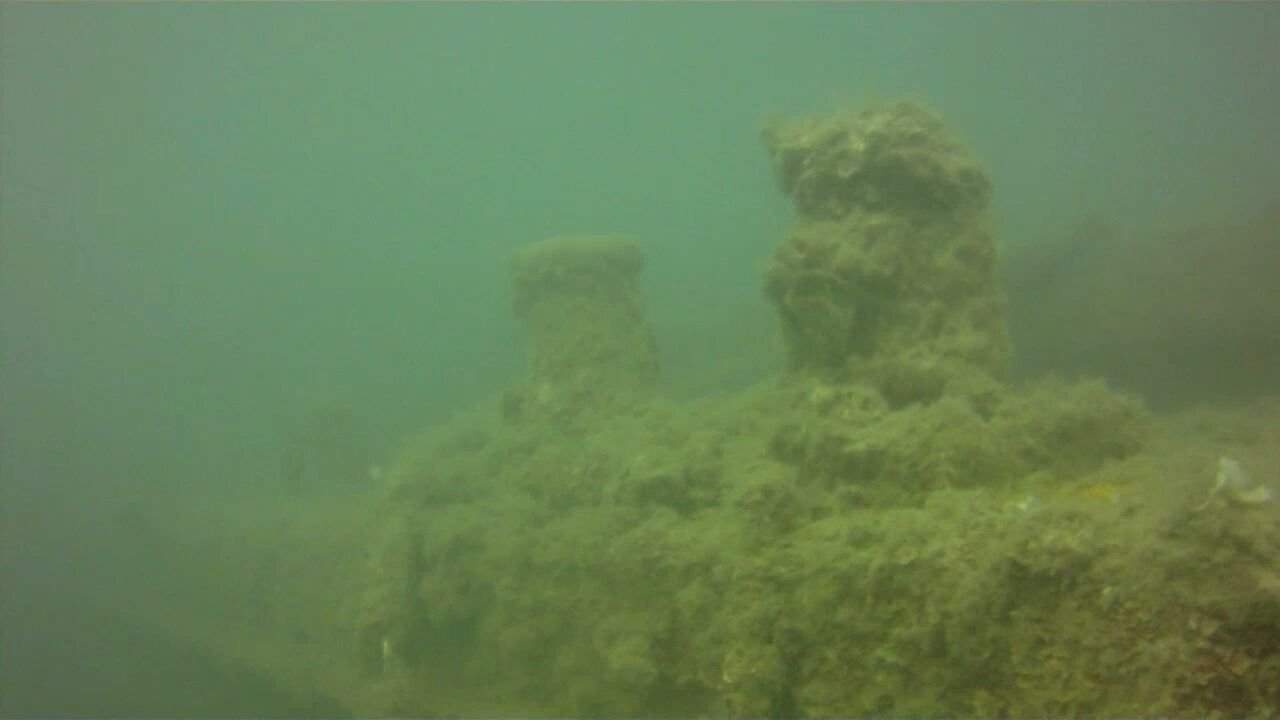
La partie tribord
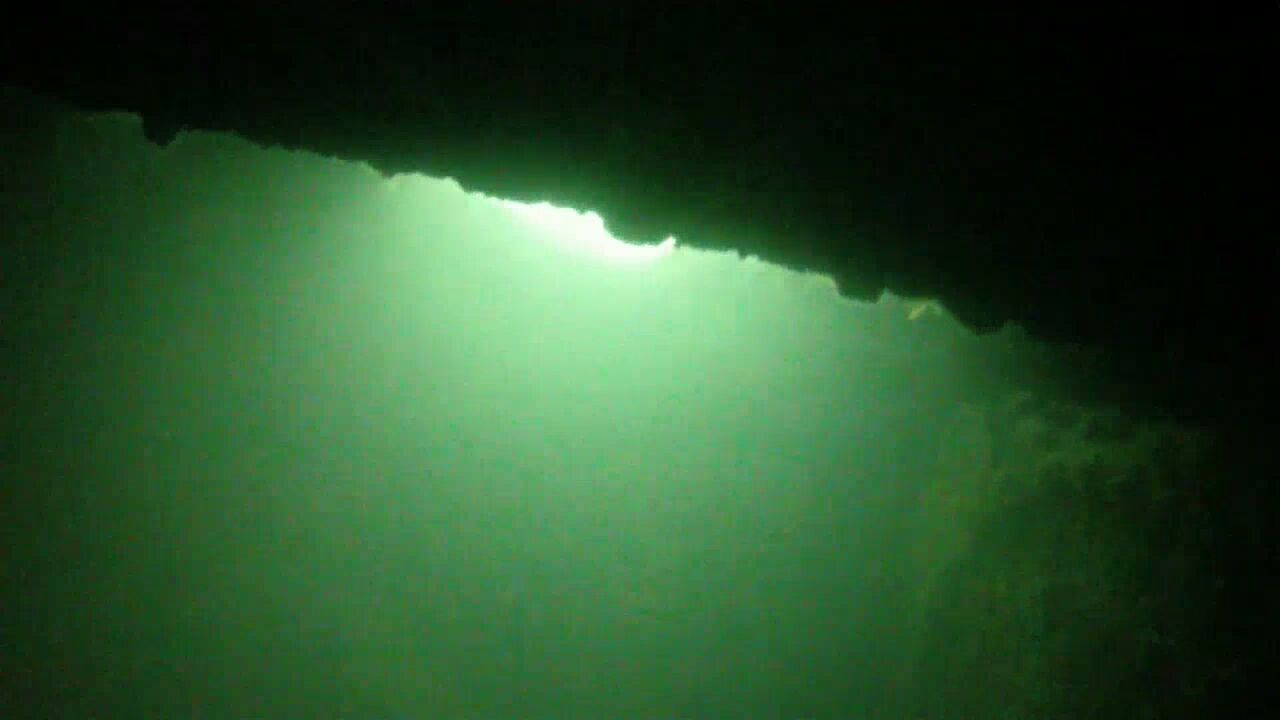
A l'intérieur
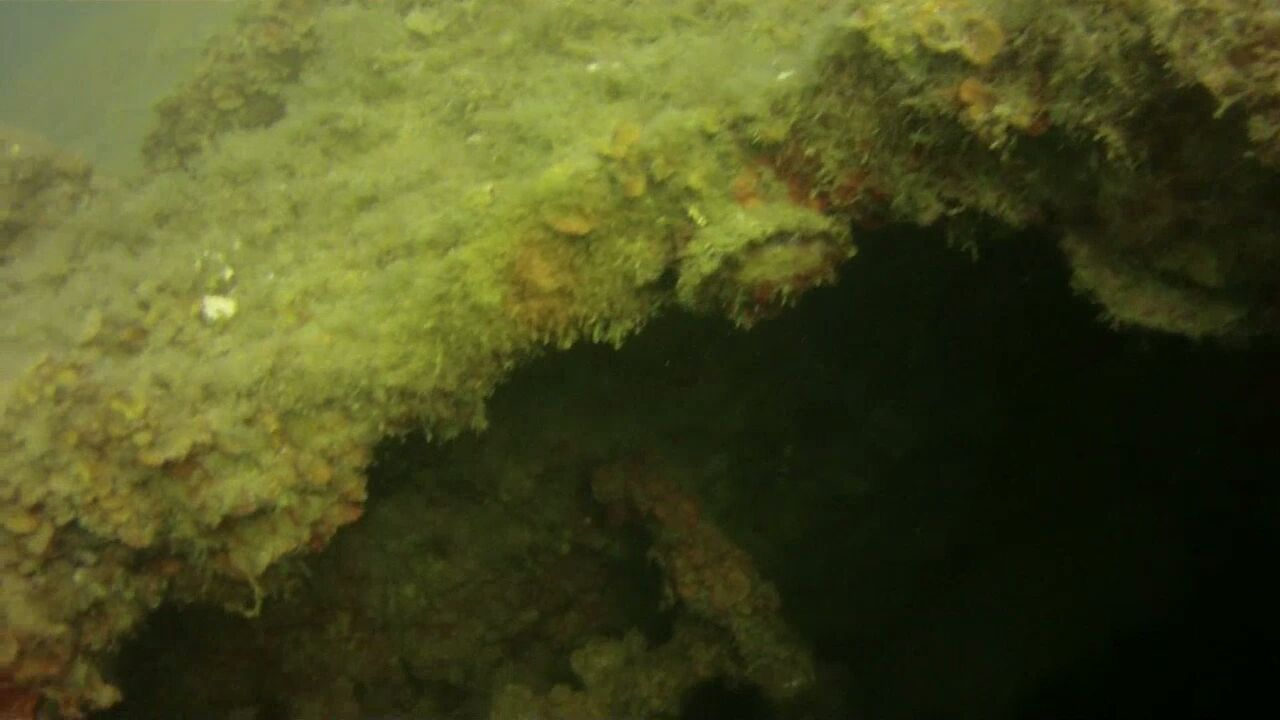
Point d'entrée avec une échelle
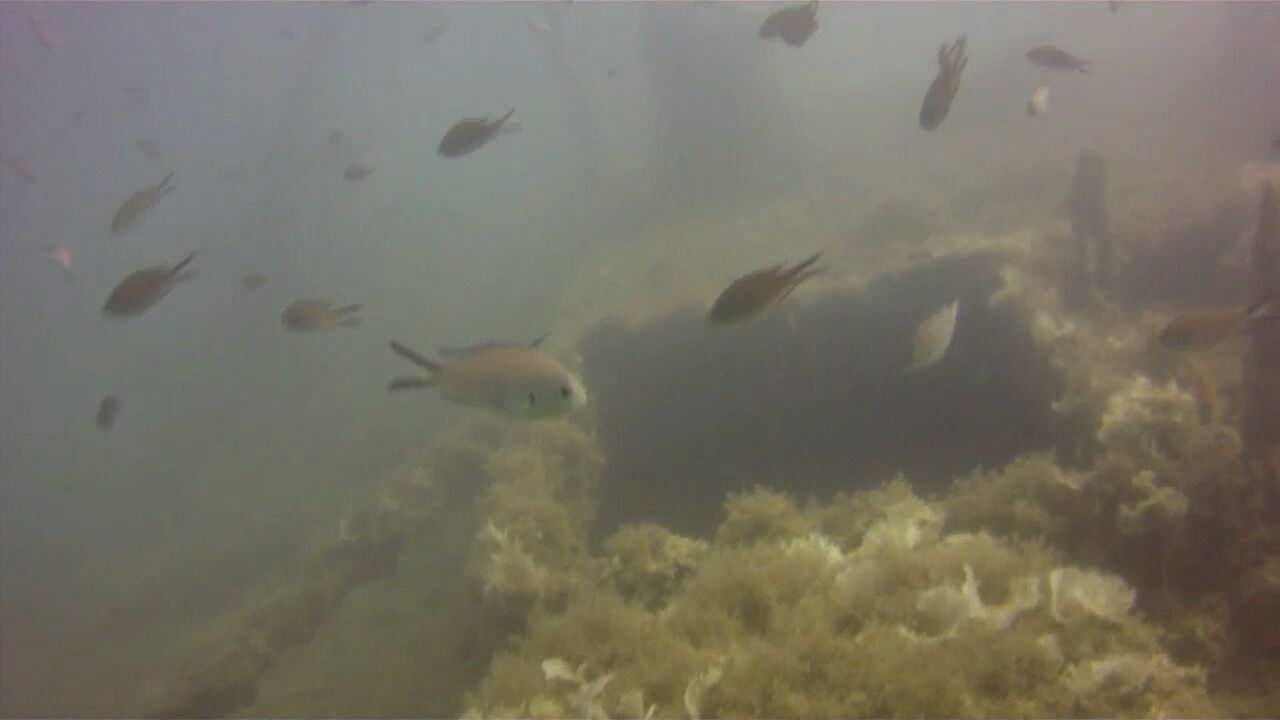
Des castagnoles devant une ouverture
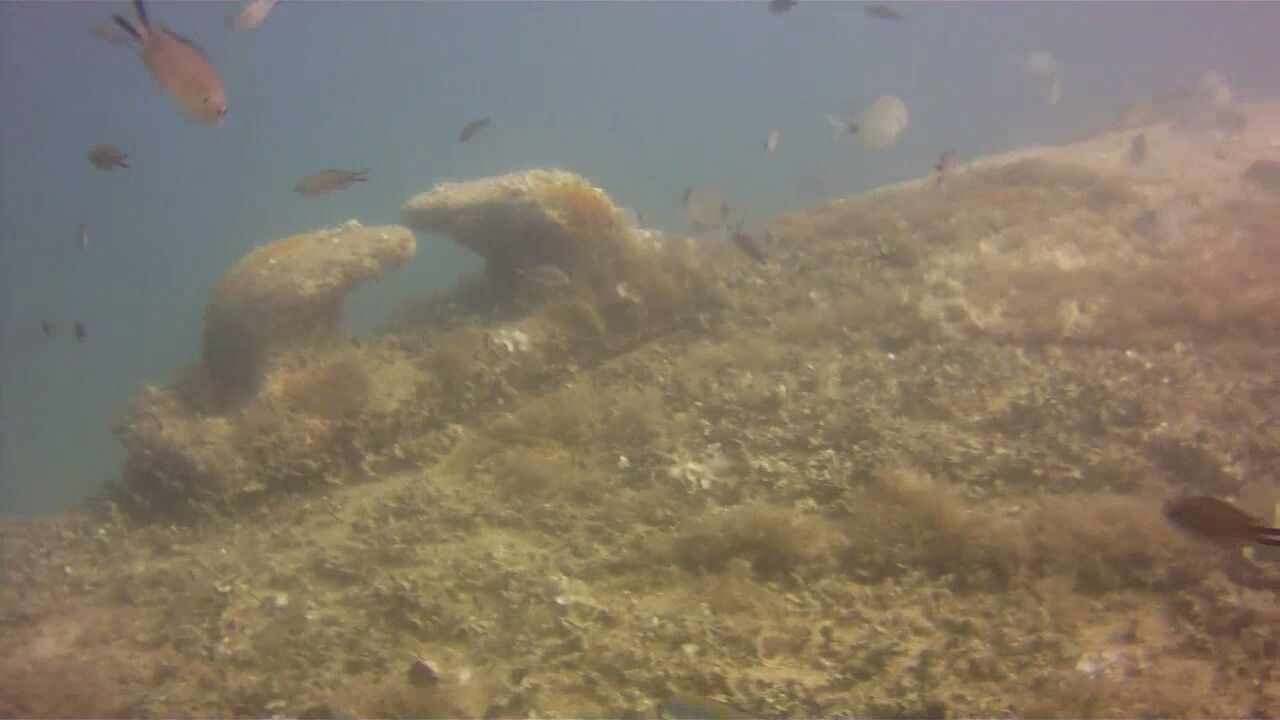
La partie bâbord
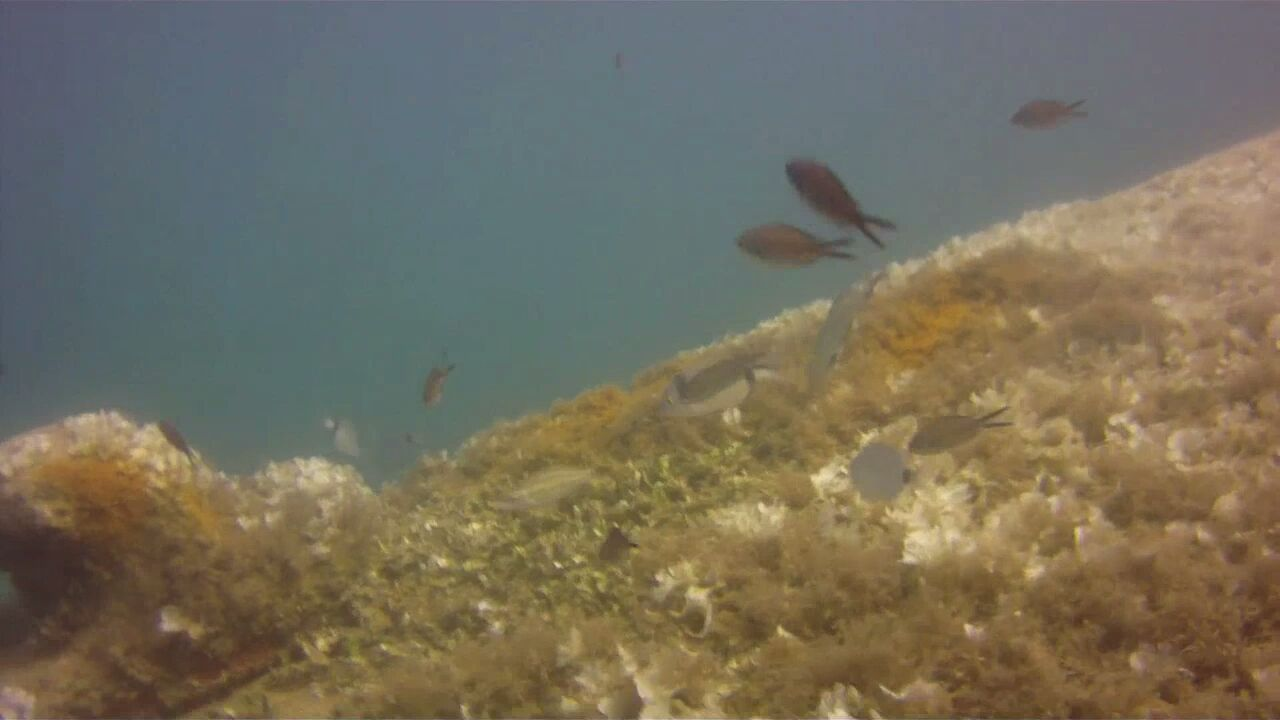
Des castagnoles au-dessus de la coque
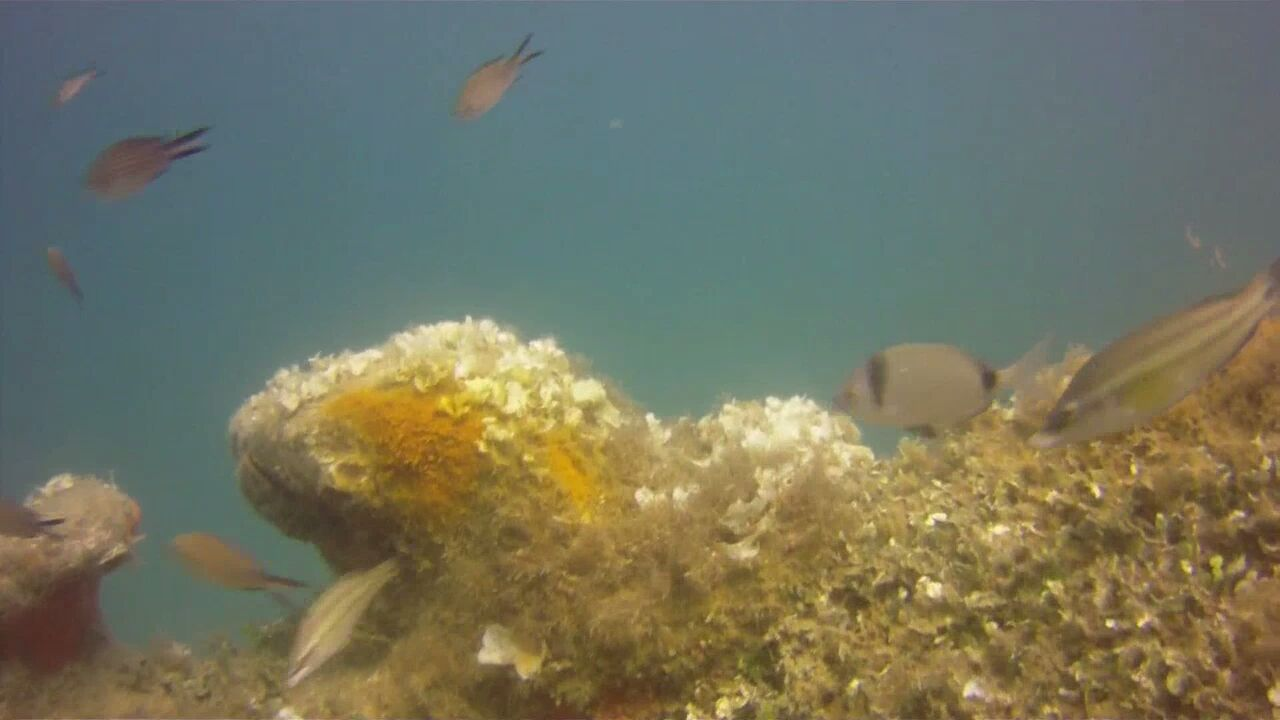
Castagnoles sars et girelles
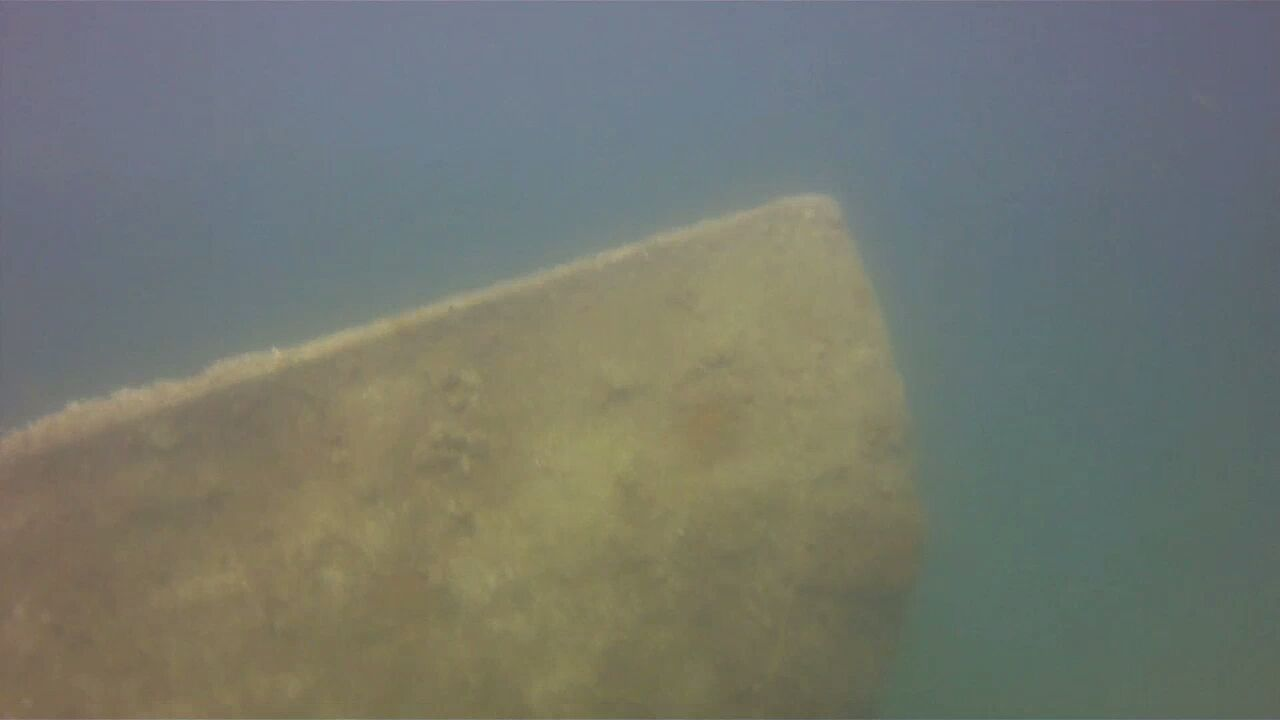
La proue
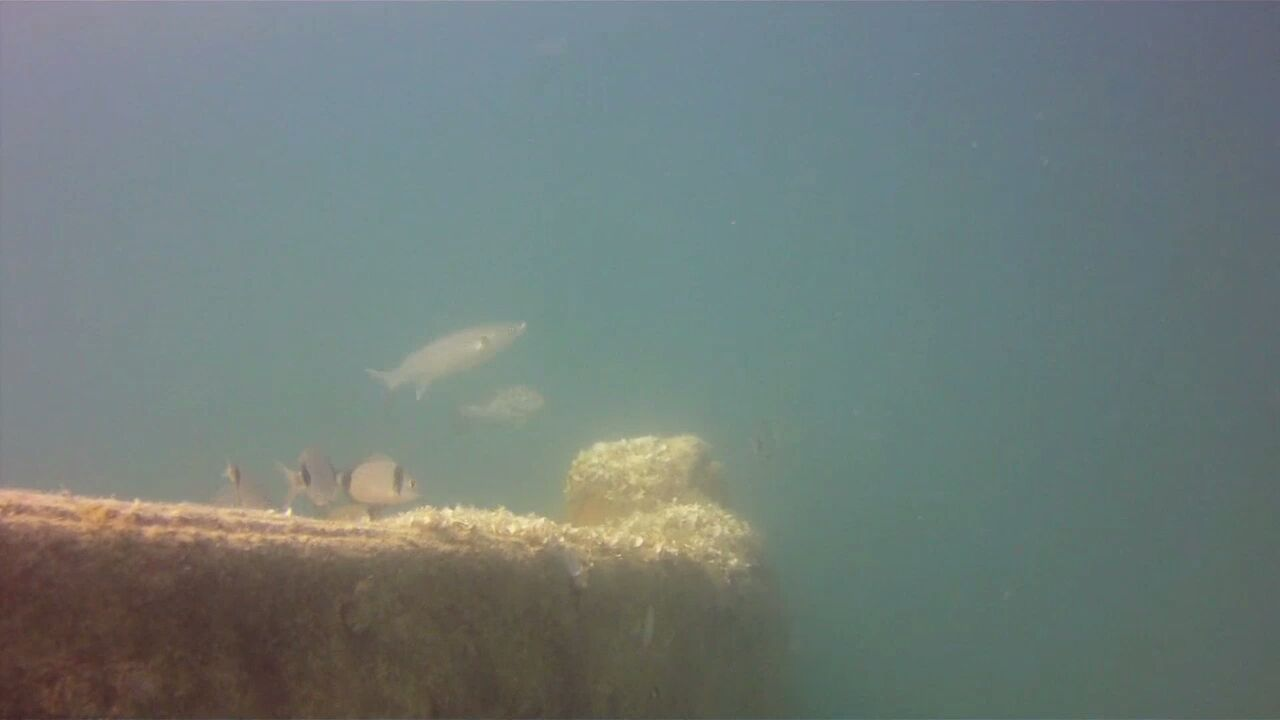
Des mulets au-dessus de l'épave

## Vidéothèque
- « Plongée sur la barge Carolita », juin 2013